# 江戸むらさき
江戸むらさき（えどむらさき）とは、日本の食品会社「桃屋」のノリ（海苔）佃煮製品の商品名。

## 歴史
1950年に第1号商品「グリーンラベル」を発売開始。1920年に創業した桃屋にとっては、創業30年目にして初の大ヒット商品となった。
本来「江戸紫」とは、古来の染物の色名であるが、佃煮に使用される醤油の別名「ムラサキ」に掛けた名称である。
原材料となる海苔は、三重県・伊勢湾で採れた青海苔（ヒトエグサ）を発売当初から使用し、醤油・砂糖・水飴で味を調えて釜で炊き上げて作る製法・味付けは現在まで変わっていない。発売当初は職人の手で行われていたが、現在はすべて機械化されている。こうしたことから発売当時、戦後の食糧難でサッカリンやズルチンなどの人工甘味料を使った佃煮が出回っていたこともあり、「良い海苔 良い味 何はなくとも江戸むらさき」をキャッチコピーに掲げ、本物志向である海苔であることをアピールした。
海苔の佃煮の代名詞といえる商品で、他にも「ごはんですよ!」シリーズ、「あまいですよ!」、「江戸むらさき特級」など豊富なラインナップが揃っており、椎茸や明太子、紫蘇などが混ぜられた商品もある。

## CM
戦後喜劇俳優三木のり平自筆の似顔絵を使った新聞広告が話題となり、1958年からその似顔絵をモチーフとしたキャラクターによる、アニメのテレビCM（エイケン制作）で知られる。三木の没後はナレーターを長男の小林のり一が引き継いだ。また、TBSラジオ他で1968年から2013年まで放送された桃屋一社提供のラジオ番組『永六輔の誰かとどこかで』ではエンディングで永六輔と遠藤泰子による桃屋のCMを流した後、遠藤が「この番組は、何はなくとも江戸むらさき、花らっきょうでおなじみの桃屋がお送りいたしました。」のスポンサー読みで締める。

## ラインナップ

### 現在発売中の製品
- 江戸むらさき（グリーンラベル） - 1950年発売。かつては大瓶と小瓶が発売されていたが、2017年現在は小瓶のみ発売（小瓶は1955年に発売）。
- 江戸むらさき 特級 - 1963年発売。茶壷を模した瓶が特徴。鰹節の風味を生かして高級感を追求した商品。
- ごはんですよ! - 1973年発売。しっとり感を高めた、シリーズの基幹商品。

　(登録商標第1228150号。昭和51年10月27日)
- ごはんですよ! しいたけのり - 1975年発売。椎茸を配合。「しいたけのり」としては1968年から発売していた。
- あまいですよ! - 2005年発売。「ごはんですよ!」のカツオとホタテのうまみのほかに昆布のうまみも配合。ラベル上では「桃屋の甘口海苔佃煮 あまいですよ!」と称されており、関西圏向けの商品を意識したためか「江戸むらさき」は冠していない（実際全国で販売されている）。テレビCMでは「ごはんですよ!の弟分」と紹介されていた。
- 梅ぼしのり - 1988年発売。現行品は梅を背負ったのり平キャラクターがラベルに描かれている。
- 唐がらしのり - 1998年発売。現行品は唐辛子を背負ったのり平キャラクターがラベルに描かれている。
- 青じそのり - 2004年発売。青じそを背負ったのり平キャラクターがラベルに描かれている。
- 角切りのり（ごまラー油味）
- 角切りのり（甘辛かつお醤油味） - 「角切りのり」自体は2002年に「角切り江戸むらさき」（海苔バラ煮）として発売していた。
- 江戸むらさき 生のり - 2008年発売。

### 過去に発売されていた製品
- なめ茸むらさき - テレビCMでは女性のバスガイドに扮したのり平キャラクターが登場していた。
- するめのり
- 幼なじみ - 1969年発売。子供向けに甘めになっていた。子供に扮したのり平キャラクターがラベルに描かれていた。
- 石狩 - 1977年発売。鮭を配合し、鮭のダシも配合。熊に扮したのり平がラベルに描かれていたりテレビCMに登場したりした。当時の販促用広告には「鮭のすべてを海苔に活かしました!! 海苔佃煮の常識を破って新登場」と紹介されていた。
- お父さんがんばって! - 1978年発売。減塩減糖。「ごはんですよ!」と共に一時期は基幹製品だった。
- オ!イCです（おいしいです） - 1983年発売。ビタミンE・カルシウム配合。テレビCMでは商品名を駄洒落化したものが放送されていた。
- OCaさん鉄だって!（おかあさんてつだって） - 1990年ごろ発売。オリゴ糖・カルシウム・鉄分配合。カルシウムと鉄分はのちに「ごはんですよ! 元気っ子」に引き継がれた。
- 海苔もかわった - 1991年発売。非佃煮タイプ。乾燥海苔を刻み、胡麻などを配合したもの。テレビCMでは仙人に扮したのり平キャラクターが登場した。
- いただきます - 1988年発売。甘炊き製法を採用した甘口。
- ハ長調 - 1986年ごろ発売。海苔の葉が長いのが特徴であった。
- 辛子明太子のり - 1986年ごろ発売。テレビCMでは「ハ長調」の紹介CMの最後に「辛子明太子のりも見ーつけた」として5秒程度紹介されていただけである。
- 鰹ぶしのり - 1998年発売。
- 江戸むらさき 生のり特級 - 発売時期不明。
- しいたけのり - 1998年発売。現行品の「江戸むらさき ごはんですよ! しいたけのり」とは異なる。テレビCMでは西郷隆盛に扮したのり平キャラクターが登場した。
- ごま入り葉とうがらし - 1960年発売。のちに「江戸むらさき」を冠しない「桃屋の若摘み葉唐がらし」として発売。
- 帆立貝柱のり - 2000年発売。
- 花椒のり - 2000年、「江戸むらさき」50周年記念商品として発売。
- ごはんですよ! 元気っ子 - 1993年、「江戸むらさき ごはんですよ!」発売20周年記念商品として発売（ただし、ラベルには「江戸むらさき」と冠していなかった）。「子供が食生活で不足しがちなものは何か」をねらいに、カロチン豊富なニンジンジュースとカボチャペーストを配合し、ターゲットを子供に絞った「ごはんですよ!」よりさらに低年齢層向けにターゲットを絞り込んだ商品。また、育ちざかりの子供に必要な骨カルシウムや、血液の働きを助けるヘム鉄も配合、グリコーゲンが豊富なカキのダシで仕上げている。CMは珍しく「のり平アニメ」を使用せず、クマの子供が登場するアニメを放送。[注 2]
- ごはんですよ! 甘口 ジャンケン・ポン - 2001年発売。子供向けに甘めの味付けであった(実際テレビCMでは子供に扮したのり平キャラクターが登場している)。
- ごはんですよ! 減塩 - 発売時期不明。